# پستانداردندانان
پستانداردندانان (نام علمی: Mammalodontidae) نام یک تیره از راسته آب‌بازسانان است.